# Любченко, Алексей Николаевич
Алексей Николаевич Любченко (род. 21 сентября 1971, с. Орловец, Городищенский район, Черкасская область) — украинский экономист и государственный деятель. Первый вице-премьер-министр − Министр экономики Украины (20 мая — 3 ноября 2021). Доктор экономических наук.

## Биография
Окончил с отличием Киевский экономический университет (1988—1993), экономист, специальность «Экономическое и социальное планирование».
С июня по июль 1987 года работал на Смелянском машиностроительном заводе.
1993—1994 — эксперт программы «Макроэкономика» Центра рыночных реформ в Киеве. Вернулся в Смелу, где устроился на работу в городской совет.
1994—1995 — старший экономист городского совета, 1995—1997 — заведующий отделом коммунальной собственности и предпринимательства. Работал заведующим отдела управления коммунальной собственностью Управление экономики и имущества города исполкома горсовета.
В начале 1998 года назначен начальником управления экономики и имущества. Занимал должность заместителя городского головы по вопросам деятельности органов совета, был членом исполкома.
С сентября — заместитель начальника управления по вопросам экономики Черкасской ОГА. Работал до февраля 1999 года.
Перешел на работу в Государственной налоговой администрации в Кировоградской области. Заместитель председателя, с мая 1999 года — первый заместитель главы администрации.
В феврале 2003 года назначен председателем Государственную налоговую администрацию в Черкасской области. Бывший заместитель председателя Кировоградской облгосадминистрации.
С сентября 2007 года — докторант Совета по изучению производительных сил Украины НАН Украины. Сентябрь 2009 — июнь 2011 — заместитель председателя Государственной налоговой администрации. По информации Юрия Бутусова, Любченко стал заместителем по квоте НУНС и отвечал за методологию администрирования НДС и налог на прибыль.
К февралю 2012 года — директор Департамента налогообложения юридических лиц Государственной налоговой службы. С июля 2014 — помощник народного депутата Виктора Тимошенко.
2014—2015 — советник председателя Государственной фискальной службы. Февраль 2012 — июль 2014, и с октября 2015 года — первый вице-президент ПАО «Украгрохимхолдинг».
С 29 апреля 2020 — председатель Государственной налоговой службы Украины. По мнению Алексы Швеца это могло произойти в результате лоббирования Любченко на эту должность новым главой Минфина Сергеем Марченко. И вынужденной замены в руководстве ДПС на фоне скандала, вызванного заявлениями экс-министра финансов Игоря Уманского о ежемесячных убытках бюджета на 10 млрд грн из-за схемы уклонения от уплаты налогов.
С 20 мая по 3 ноября 2021 года первый вице-премьер — министр экономики Украины. При этом до отставки ему прочили пост главы правительства. 
Свободно владеет немецким языком.
Женат, два сына.